# Gerardo Dottori
Gerardo Dottori (né le 11 novembre 1884 à Pérouse et mort le 13 juin 1977  dans la même ville) est un peintre futuriste italien, signataire du manifeste de l'Aéropeinture.

## Biographie
Issu d'une famille d'origine populaire, Gerardo Dottori perd sa mère à 8 ans, s'inscrit très tôt à l'Académie des beaux-arts de Pérouse, tout en travaillant pour un antiquaire. Il débute provisoirement comme décorateur à Milan entre 1906 et 1907. Tout en reprenant ses études supérieures, il commence en 1908 à fréquenter les milieux artistiques d'avant-garde de Florence. À partir de 1910, il  collabore avec le magazine La Difesa dell'Arte.
En 1911, il se rend à Rome où il rencontre Giacomo Balla et adhère au futurisme. En 1912, il rejoint le premier groupe futuriste en Ombrie et en 1915 est enrôlé dans l'armée où il écrit Parole en liberté. En 1920, il fonde la revue futuriste Griffa!, qui  diffuse les idées du mouvement à Pérouse. La même année, il réalise sa première exposition personnelle à Rome.
En 1924, il est le premier futuriste exposant à la Biennale de Venise. Tout au long de sa vie, il participe une dizaine de fois à cette Biennale. Sa contribution principale au mouvement concerne l'aéropeinture : en 1929, il figure parmi les signataires du Manifeste avec Marinetti, Fortunato Depero, Prampolini, Balla, Benedetta Cappa, Fillia, Tato (it) et Somenzi pour sa publication dans la Gazzetta del popolo du 22 septembre 1929, dans l'article intitulé Prospettive di volo.
De 1925 à la fin des années trente, il vit à Rome où il écrit pour diverses revues d'art. En 1932, il est cité comme l'exemple typique d'artiste futuriste adepte des sujets religieux, par le Manifeste d'Art sacré  futuriste de Marinetti et Fillia.
En 1932, il s'occupe de la décoration de la salle IV de la Mostra della Rivoluzione fascista.
En 1939, il enseigne la peinture à l'Académie de Pérouse qu'il dirige jusqu'en 1947. En 1941, en pleine Seconde Guerre mondiale il écrit le Manifeste ombrien d'aéropeinture, où il  précise que l'essence véritable de son futurisme consiste dans la représentation mystique des atmosphères et paysages. Sa principale contribution consiste dans la représentation, la plupart du temps aérienne, de paysages et de visions de sa terre, l'Ombrie. Parmi les plus célèbres, citons, au début des années 1920, Primavera Umbra et Incendio in città; cette dernière œuvre est exposée, avec d'autres du même auteur, au Museo civico di Palazzo della Penna à Pérouse.
Il reste fidèle au futurisme jusqu'au « paysage total » de la fin de sa vie. Particulièrement ces dernières années, ses œuvres figurent dans les grandes rétrospectives sur le futurisme en Italie et à l'étranger. Mort à Pérouse en 1977, il y est enterré au cimetière, dans la section réservée aux personnalités de cette ville.